# シュロソウ科
シュロソウ科（シュロソウか、またはメランチウム科（メランチウムか）、Melanthiaceae)は、単子葉類ユリ目の中の分類群で、従来の分類（新エングラー体系、クロンキスト体系等）ではユリ科に含められることが多かった。APG植物分類体系では16属170種ほどの草本からなる。主として北半球温帯に分布。
アルカロイドを含む有毒な種が多い。

## 属
- Amianthium
- リシリソウ属 Anticlea
- Chamaelirium
- シライトソウ属 Chionographis - シライトソウ
- Daiswa
- Helonias
- ショウジョウバカマ属 Heloniopsis - ショウジョウバカマ
- キヌガサソウ属 Kinugasa - キヌガサソウ
- メランチウム属 Melanthium
- ツクバネソウ属 Paris - ツクバネソウ、クルマバツクバネソウ
- Pseudotrillium
- Schoenocaulon
- Stenanthium
- Toxicoscordion - T. venenosum（デスカマス）
- Trillidium
- エンレイソウ属 Trillium - エンレイソウ、オオバナノエンレイソウ、ミヤマエンレイソウ
- シュロソウ属 Veratrum - バイケイソウ、コバイケイソウ
- Xerophyllum
- Ypsilandra
- Zigadenus

このうちの4属（Daiswa、キヌガサソウ属、ツクバネソウ属、エンレイソウ属）は、幅広い葉が輪生し、その先に花が単生し、内花被（花冠）と外花被（萼）の区別がある（内花被のない種もある）という、ユリ科にしては特異な形態を持つ。このため、ユリ科を細分するダールグレン体系などの分類では、これらをメランチウム科（現在は別系統とされるオゼソウ属、チシマゼキショウ属、ソクシンラン属、キンコウカ属などもここに含めていた）とは別にエンレイソウ科 (Trilliaceae) として分けていた。またDaiswa、キヌガサソウ属はツクバネソウ属に含めることが多い。

## 主な種の画像

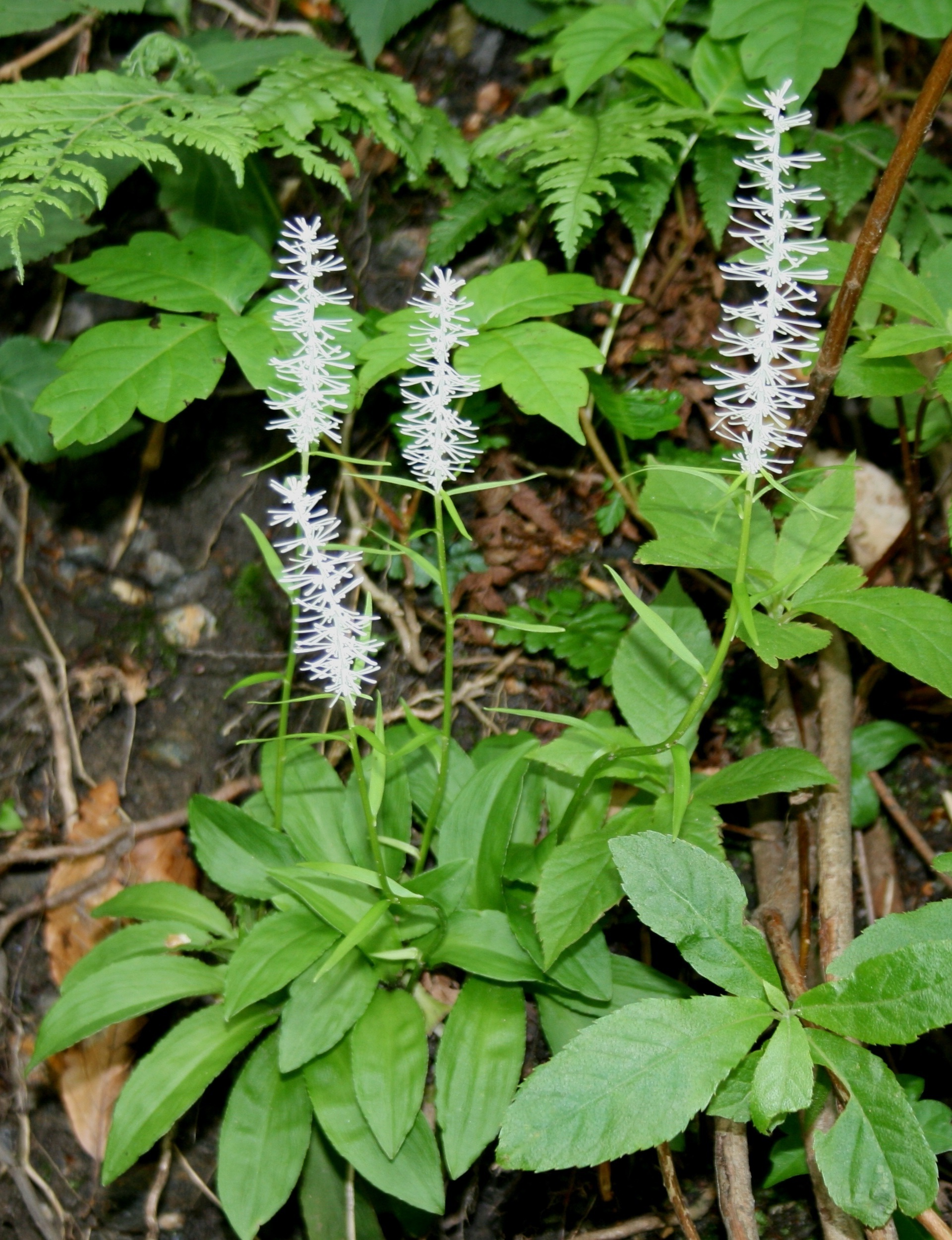
シライトソウ Chionographis japonica
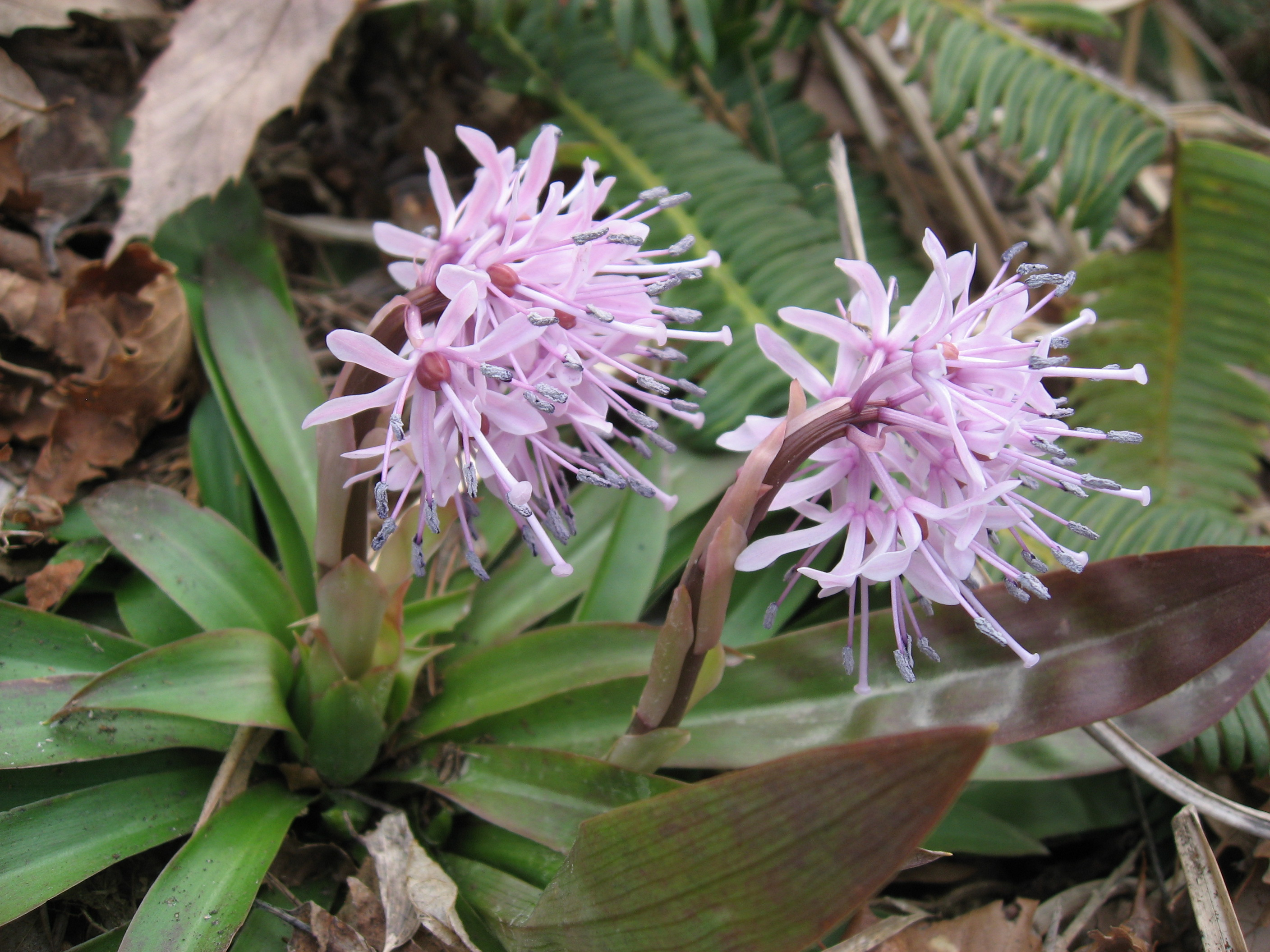
ショウジョウバカマ Heloniopsis orientalis
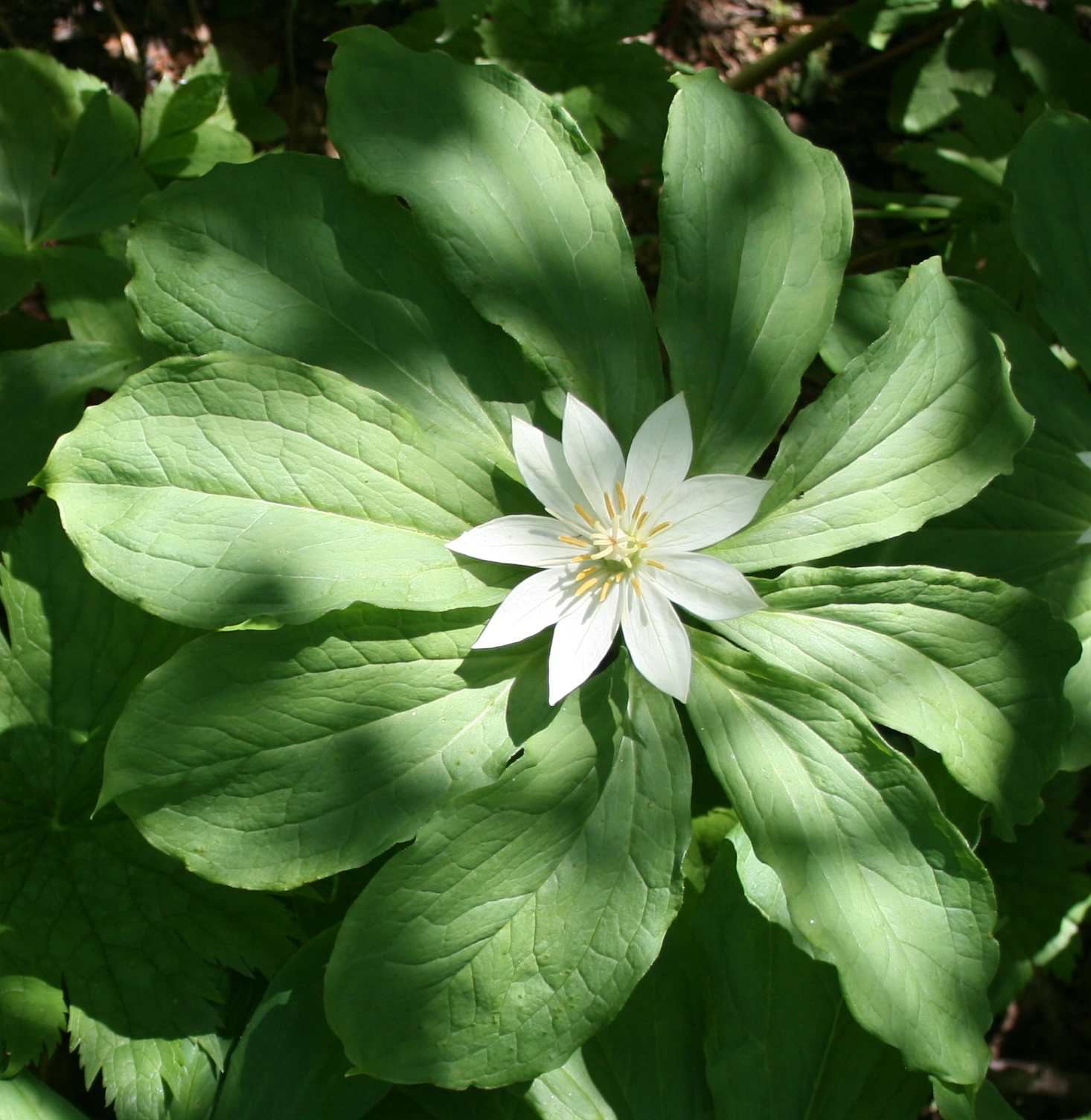
キヌガサソウ Paris japonica
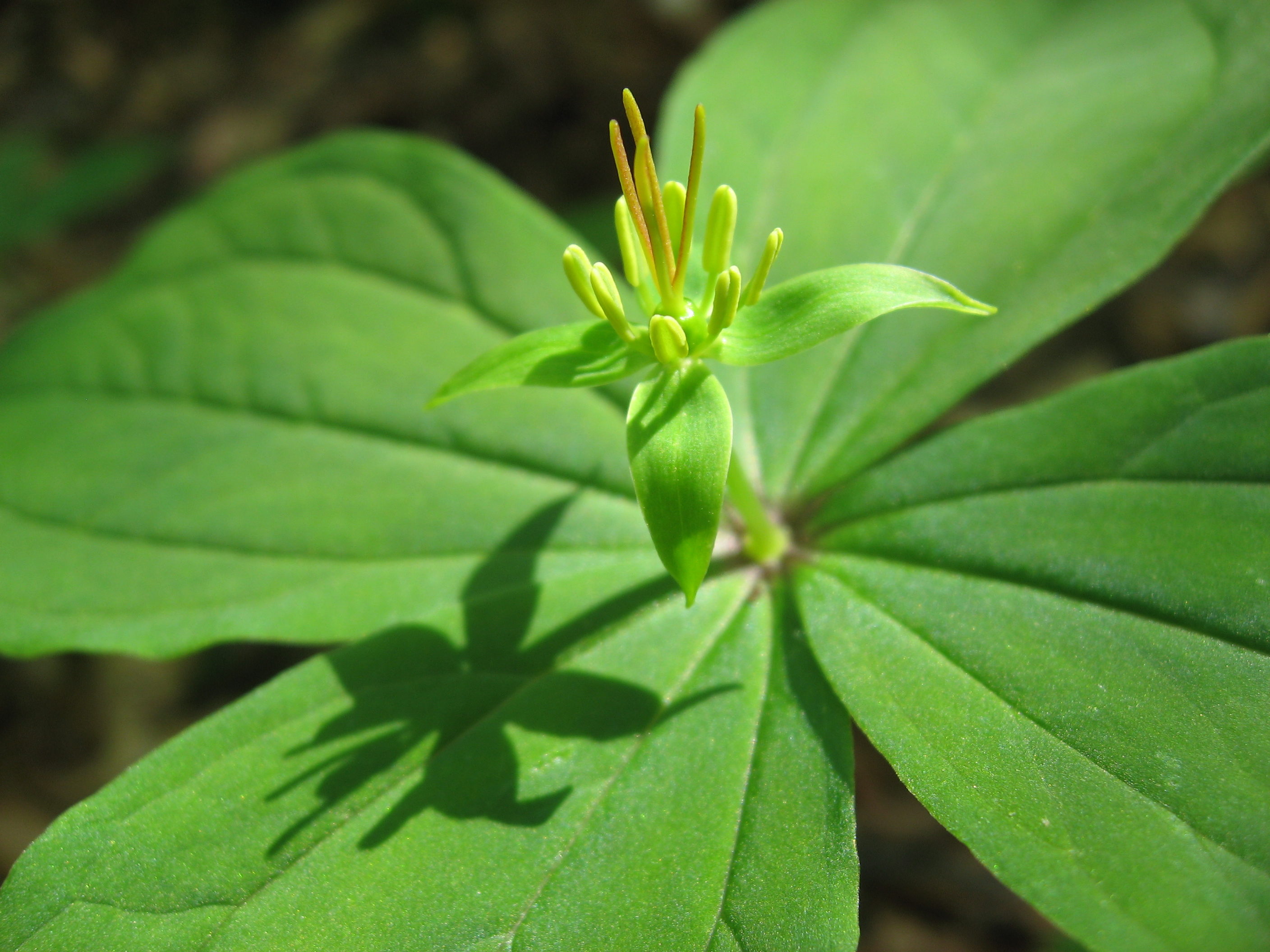
ツクバネソウ Paris tetraphylla
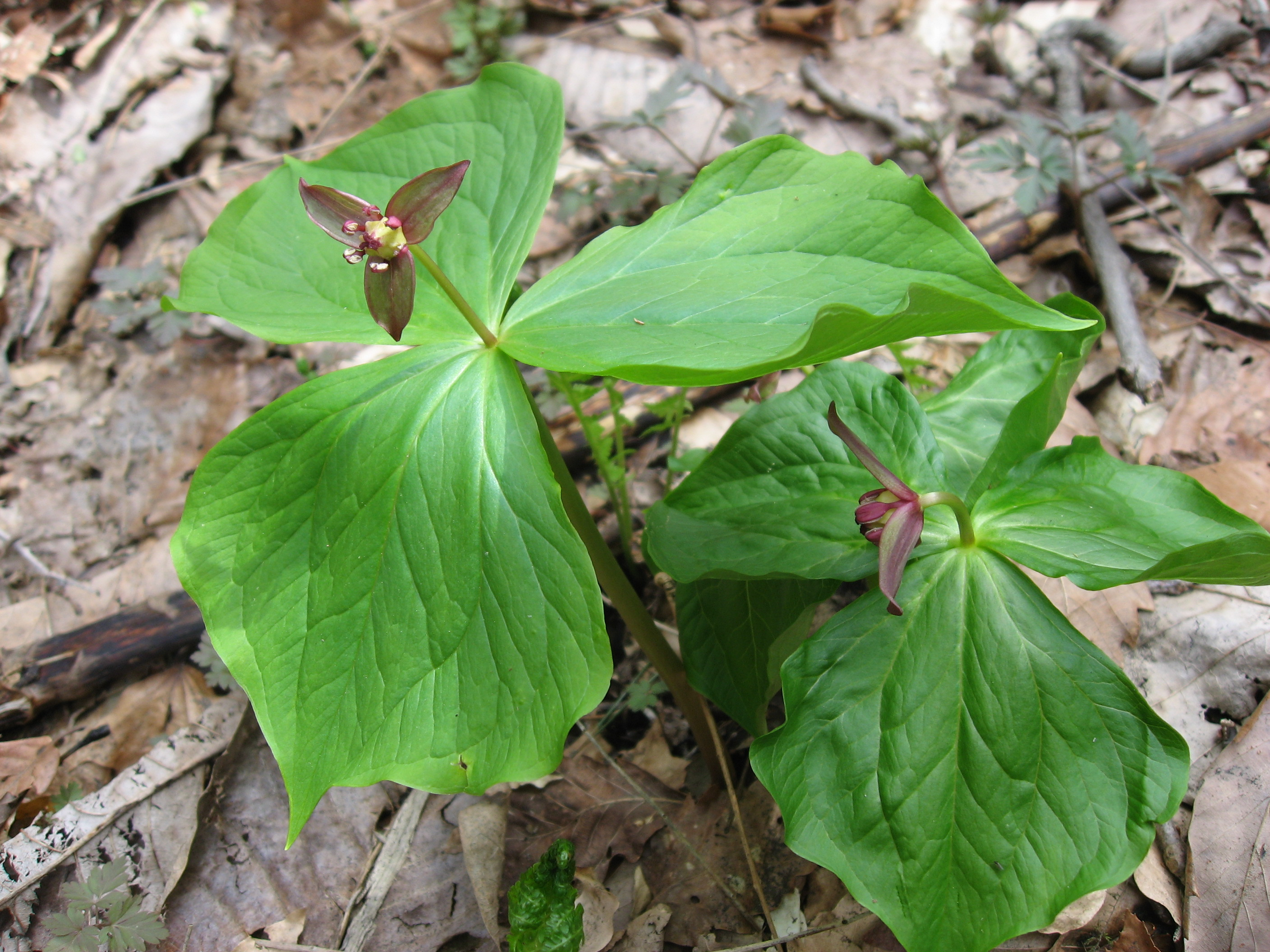
エンレイソウ Trillium smallii
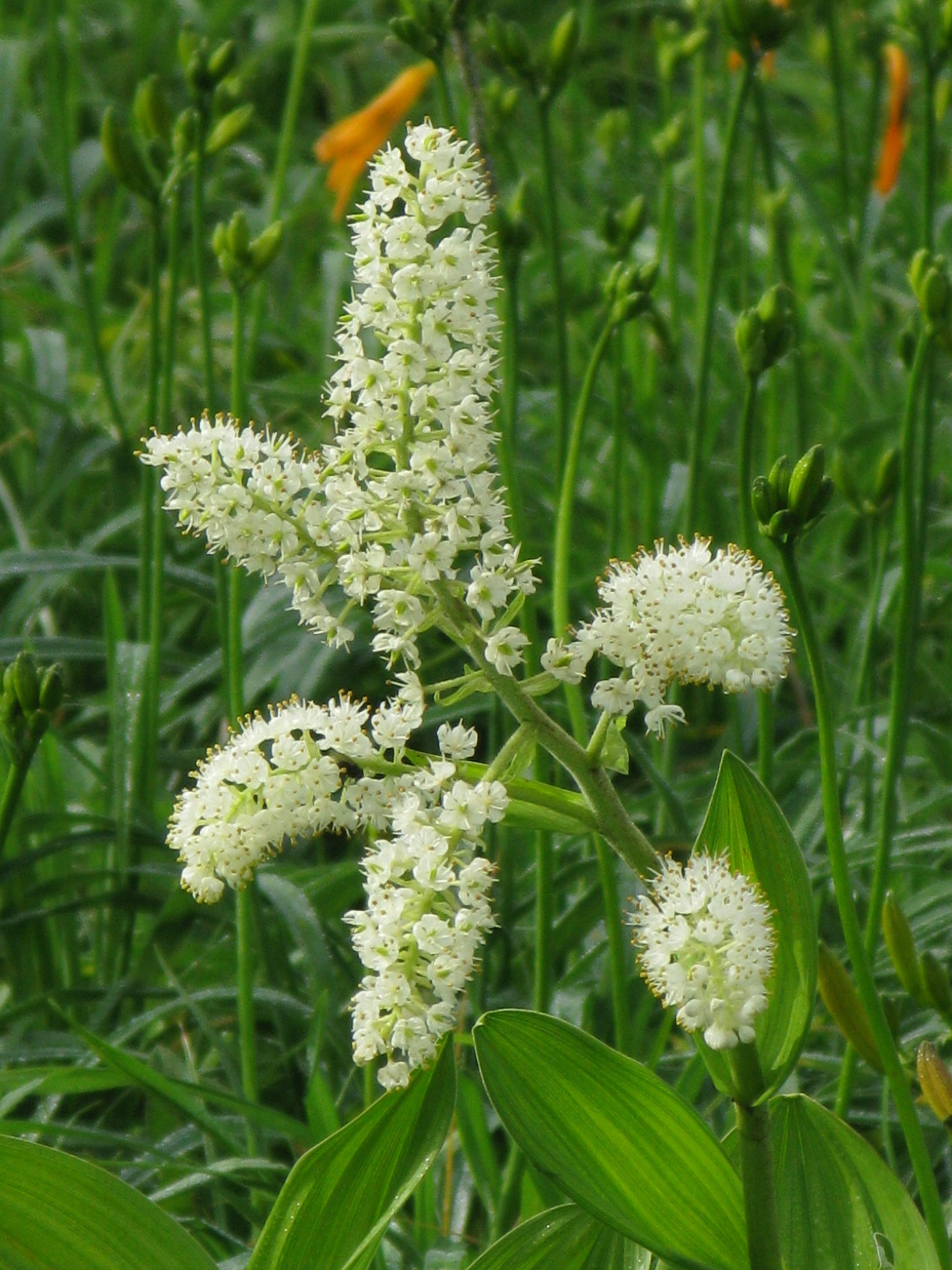
コバイケイソウ Veratrum stamineum